# Босфор Восточный
Босфо́р Восто́чный — пролив в заливе Петра Великого Японского моря, соединяет Амурский и Уссурийский заливы и отделяет полуостров Муравьёва-Амурского от островов Русского и Елены.

## История
В 1856 году британские военные корабли — парусный фрегат «Винчестер» (командир Мэй) и паровой шлюп «Барракуда» (командир Фримэн) — обследовали залив Петра Великого и назвали его залив Виктория, а пролив Босфор Восточный — пролив Гамелен. В 1859 году берега Приморья обследовала русская экспедиция из 7 судов, которой руководил генерал-губернатор Восточной Сибири Николай Муравьёв-Амурский. Она переименовала ряд географических объектов, названных иностранцами, в том числе своё нынешнее название получил пролив Босфор Восточный. Это название демонстрировало миру, что потеря влияния России из-за поражения в Крымской войне на Чёрном и Средиземном морях компенсировалась укреплением русских владений на Тихом океане.

## География
Западная граница пролива проходит по линии, соединяющей оконечности кошки Токаревского (маяк Токаревского) с мысом Ларионова, а восточная по линии, проходящей через мыс Басаргина, остров Скрыплёва и мыс Каразина.
Длина пролива около 9 км, глубина до 50 м, а ширина в самом узком месте составляет всего около 800 метров, поэтому для облегчения сообщения между Владивостоком и островом Русским построили мост, который введён в эксплуатацию 2 июля 2012 года. Это вантовый мост с самым большим в мире пролётом, длина которого составляет 1104 метра. Мост проходит с полуострова Назимова на мыс Новосильцева.

## Галерея
- Вид на пролив и строящийся Русский мост с мыса Эгершельд (2010)
- Строительство Русского моста через пролив (2010)
- Зимний вид с мыса Эгершельд
- Вид с острова Русский в сторону Амурского залива
- Скрыплёвский рейд — восточные «ворота» пролива, в центре на дальнем плане остров Скрыплёва